# Arbeiterwohnsiedlung Menzelstraße und Schnabelstraße
Die Arbeiterwohnsiedlung Menzelstraße und Schnabelstraße in Hannover ist eine am Anfang des 20. Jahrhunderts für Arbeiter errichtete Siedlung, zugleich die früheste, einheitlich geplante Ansiedlung überhaupt im heutigen Stadtteil Oberricklingen. Die Gesamtanlage mit ihrer großen „Geschlossenheit des Komplexes ist [trotz einiger individueller Veränderungen] auch heute noch besonders eindrucksvoll:“ Die in der niedersächsischen Landeshauptstadt „einmalige Anlage wurde nahezu in ihrer Gesamtheit als Gruppe baulicher Anlagen“ in die Denkmaltopographie Bundesrepublik Deutschland aufgenommen.

## Geschichte
Nachdem im Zuge der Industrialisierung in Hannover Mitte der 1880er Jahre als erste Baugenossenschaft der Spar- und Bauverein gegründet worden war, gründeten Arbeiter aus Ricklingen, im Jahr 1900 vor allem Beschäftigte der Hannoverschen Waggonfabrik, die Genossenschaft „Gemeinnütziger Bauverein Ricklingen“, um für sich und ihre Familien preisgünstigen Wohnraum in der Nähe ihrer Arbeitsplätze zu erwerben.

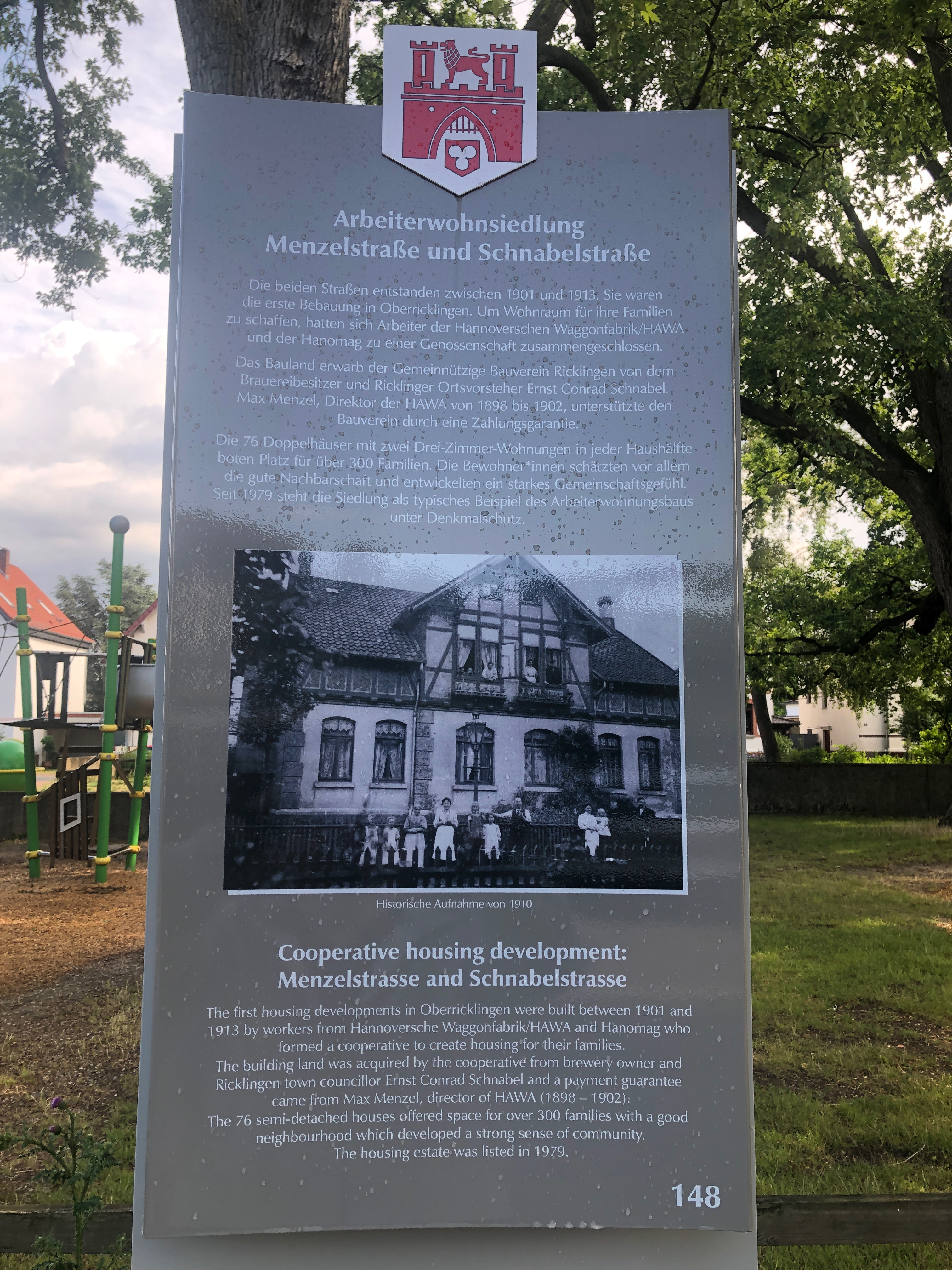
Stadttafel Nr. 148 Arbeiterwohnsiedlung Menzelstraße und Schnabelstraße in der Menzelstraße in Hannover-Oberricklingen

Seit dem 30. März 2023 wird mit einer Stadttafel, enthüllt durch den Bezirksbürgermeister Andreas Markurth, in der Menzelstraße, aufgestellt gegenüber von dem Haus mit der Nummer 28, auf die Geschichte und Bedeutung der Arbeiterwohnsiedlung hingewiesen.